# Masakra w Be’eri
Masakra w Be’eri – masakra dokonana 7 października 2023 roku przez członków rządzącego Strefą Gazy palestyńskiego ugrupowania terrorystycznego Hamas na mieszkańcach izraelskiego kibucu Be’eri, wchodzącego w skład Samorządu Regionu Eszkol, leżącego wzdłuż granicy Izraela ze Strefą Gazy. Stanowiła część ataku Hamasu na Izrael, który zapoczątkował wojnę Izraela z Hamasem.
Kibuc Be’eri był jednym z ponad 20 miejsc w południowym Izraelu zaatakowanych przez Hamas 7 października 2023 roku. W ciągu kilkunastu godzin bojownicy zabili ponad 130 mieszkańców kibucu, co stanowiło ponad 10% liczby jego mieszkańców, a kilkudziesięciu przetrzymywali w niektórych domach jako zakładników – wszyscy zostali uwolnieni przez Siły Obronne Izraela, które włączyły się w walkę z bojownikami trwającą przez w sumie dwa dni. Oprócz tego bojownicy nieznaną liczbę mieszkańców kibucu uprowadzili i zabrali do Strefy Gazy jako zakładników. Masakra była określana w mediach jako m.in. „symbol wojny rozpoczętej atakami Hamasu” i „izraelska strefa zero”.

## Opis
W atak na Be’eri, założony w 1946 roku największy kibuc w Samorządzie Regionu Eszkol, liczący 1200 mieszkańców, zaangażowany był batalion Nuseirat, wchodzący w skład brygad al-Kassam, zbrojnego skrzydła Hamasu, palestyńskiego ugrupowania rządzącego Strefą Gazy, oprócz tego wzięły w nim udział brygady Oporu Narodowego, będące częścią maoistowskiej organizacji Demokratyczny Front Wyzwolenia Palestyny. Wzięło w nim udział, w zależności od źródeł, od około 70 do około 90 bojowników. Walkę z nimi podjął dziesięcioosobowy zespół ochrony kibucu, którego co najmniej pięciu członków poniosło śmierć.

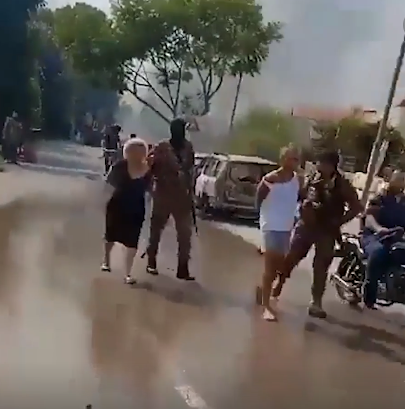
Bojownicy Hamasu prowadzący Zakładnicy podczas wojny Izraela z Hamasem schwytanych w Be’eri 7 października 2023 roku

Przebieg wydarzeń w Be’eri dobrze dokumentuje grupowy czat na komunikatorze WhatsApp prowadzony w trakcie masakry przez mieszkające w kibucu kobiety, którego zapis został później udostępniony brytyjskiemu publicznemu nadawcy BBC przez jedną z kobiet wyznaczoną przez społeczność kibucu do kontaktów z mediami po ataku. Z materiału z kibucowego systemu CCTV zweryfikowanego przez BBC wynika, że przed godziną 6:00 7 października 2023 roku przed bramę kibucu przybyła pierwsza grupa bojowników Hamasu – wówczas pod bramę od wewnętrznej strony podjechał samochód, brama otworzyła się a bojownicy wbiegli do środka po zastrzeleniu ludzi w samochodzie. Następnie o 7:10 w komunikatorze WhatsApp zaczęto zamieszczać pierwsze grupowe wiadomości, a jedna z nich zawierała materiał filmowy pokazujący trzy motocykle, każdy wiozący dwóch ciężko uzbrojonych bojowników Hamasu, wjeżdżające na teren kibucu przez tę samą bramę. Kolejne nagrania udostępniono o 9:05 i pokazywały bojowników na terenie kibucu oraz ten sam samochód, do którego strzelano na początku, z co najmniej jednym wyciągniętym ciałem leżącym na drodze. Następnie przez wiele godzin bojownicy Hamasu chodzili od domu do domu i mordowali lub uprowadzali ich mieszkańców. Niektóre z budynków w kibucu ostrzeliwali lub podpalali. Bojownicy nagrywali materiały wideo z tego, jak wykonują egzekucje na cywilach, gdy błagają o litość, biją i wyszydzają uprowadzonych zakładników, podpalają domy z rodzinami w środku, okaleczają ciała ofiar, a nawet torturują zwierzęta domowe. Ponadto, jak później podały izraelskie kanały telewizyjne, w jadalni jednego z domów bojownicy przez wiele godzin przetrzymywali około 50 osób jako zakładników. W innym domu, należącym do Pessiego Cohena, bojownicy przetrzymywali 15 zakładników. Przez cały ten czas uczestniczki czatu na WhatsAppie ukrywały się w przydomowych schronach (tzw. mammadach), niektóre wraz z rodzinami, i opisywały słyszane z zewnątrz krzyki i eksplozje, opowiadały sobie, gdzie są napastnicy, dzieliły się wskazówkami, jak sobie poradzić z dymem wypełniającym ich schrony i wielokrotnie wzywały pomocy, która jednak w wielu przypadkach nie nadeszła. Na komunikatorze udostępniano poradniki dotyczące zamykania drzwi w schronach, jako że wiele osób miało z tym problem, ale też wyrażano obawy dotyczące zdolności schronów do powstrzymania bojowników. WhatsApp był używany do doradzania mieszkańcom i udostępniania kryjówek, ale wpisy na nim przybrały bardziej desperacki charakter, gdy pojawiły się wzmianki o śmierci członków rodzin niektórych osób i zabitym małym dziecku. Później potwierdzono, że podczas ataku zastrzelono 9-miesięczną dziewczynkę, gdy znajdowała się w ramionach swojej matki.
Po dwóch godzinach od wejścia Hamasu do kibucu Be’eri, na jego terenie pojawił się liczący około 20 żołnierzy oddział specjalny Szaldag wchodzący w skład Sił Powietrznych Izraela, jednak w niedługim czasie został pokonany przez bojowników. Walkę z okupującym kibuc Hamasem prowadzili także żołnierze batalionu czołgów pod dowództwem podpułkownika Salmana Habaki. Dwa czołgi batalionu zostały wysłane do Be’eri, jak tylko rozeszła się wieść o ataku Hamasu z 7 października, a ich załogi miały rozkaz ostrzelania domów, w których, jak sądzono, ukrywali się bojownicy. Potem żołnierze chodzili od domu do domu, aby uwalniać zakładników, a walki trwały aż do wieczora. Około 17 godzin po tym, jak bojownicy Hamasu przejęli kontrolę nad kibucem, Siły Obronne Izraela oświadczyły, że uwolniły wszystkich zakładników – w tym tych przetrzymywanych w jadalni – ale nadal przeczesywały obszar Be’eri w poszukiwaniu wrogów. Walki z Hamasem na terenie kibucu trwały ogółem do poniedziałkowego poranka 9 października 2023 roku.

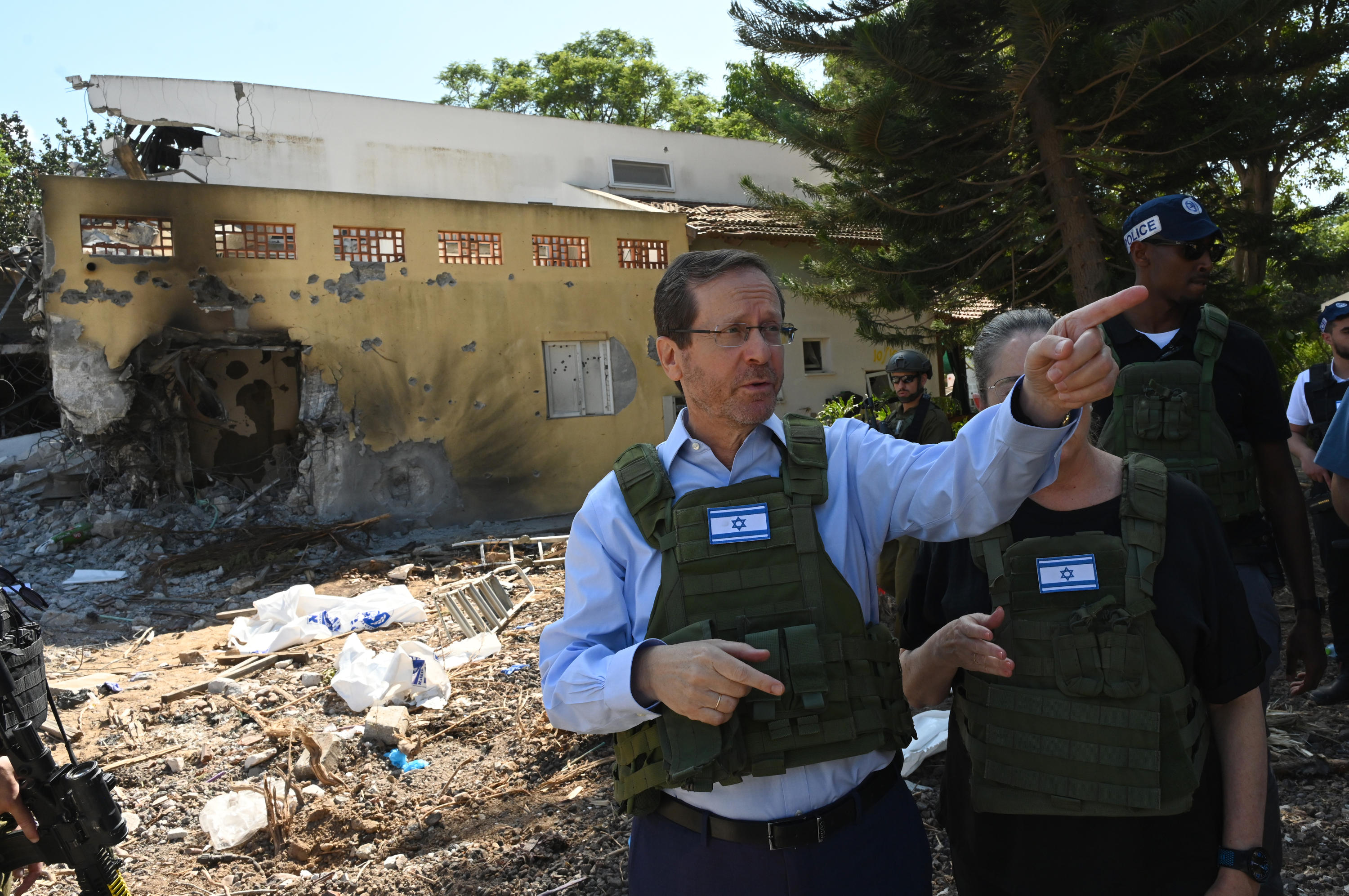
Prezydent Izraela Jicchak Herzog podczas wizyty w kibucu Be’eri 15 października 2023 roku

Po zakończeniu wszelkich działań wojennych na terenie kibucu znaleziono ponad 130 ciał zabitych przez Hamas cywilów – mężczyzn, kobiet i dzieci. Wśród ofiar śmiertelnych była mieszkająca w kibucu Vivian Silver, kanadyjsko-izraelska działaczka na rzecz pokoju pomiędzy Izraelem a Palestyną. Jossi Landau, szef regionu południowego izraelskiej ochotniczej służby poszukiwawczo-ratowniczej ZAKA w wywiadzie dla brytyjskiej stacji telewizyjnej Sky News powiedział, że 80% ciał znalezionych w kibucach Be’eri i Kefar Azza nosiło ślady torturowania ponadto dodał, że w Be’eri odkryto „dwa stosy, każdy po 10 dzieci, mających związane z tyłu ręce i spalonych żywcem”.
Nieznana liczba mieszkańców Be’eri została uprowadzona i zabrana do Strefy Gazy jako zakładnicy. Jedną z zaginionych osób z kibucu, których porwanie zostało udokumentowane była 85-letnia Jaffa Adar – powstał materiał wideo ukazujący Adar siedzącą w jadącym samochodzie w otoczeniu arabskojęzycznych mężczyzn. Dziesiątki ocalałych z masakry, którzy zdołali ukryć się przed bojownikami Hamasu po ewakuacji umieszczono w hotelu w pobliżu Morza Martwego, gdzie otrzymali pomoc psychologiczną.
W następstwie masakry duża część zabudowy kibucu została kompletnie zniszczona, wiele budynków było spalonych lub zawalonych w wyniku ostrzału ze strony izraelskich czołgów.

## Następstwa
24 października 2023 roku Siły Obronne Izraela doniosły, że zabiły Abeda al Rahmana, zastępcę dowódcy batalionu Nuseirat, który był zaangażowany w dokonanie masakry w Be’eri.
6 stycznia 2024 roku Siły Obronne Izraela i służba bezpieczeństwa wewnętrznego Szin Bet poinformowały, że dowódca batalionu Nuseirat Ismail Siraj i jego nowy zastępca Ahmed Wahaba zginęli w ataku powietrznym na Strefę Gazy.

### Żądanie śledztwa w sprawie incydentu z udziałem izraelskiego czołgu
4 stycznia 2024 roku rodziny 13 zabitych mieszkańców kibucu Be’eri napisały opublikowany w najbliższy weekend w hebrajskojęzycznych mediach list do szefa sztabu armii izraelskiej Herciego Halewiego i kilku innych przedstawicieli wojska, w którym domagali się niezwłocznego wszczęcia śledztwa w sprawie działań żołnierzy podczas wydarzeń w Be’eri ze względu na prawdopodobieństwo, że co najmniej część cywilów w kibucu zginęła przez ogień armii, w tym strzały czołgów w dom, w którym byli przetrzymywani jako zakładnicy przez bojowników Hamasu.
Izraelskie serwisy informacyjne cytowały wcześniej ocalałych z masakry, mówiących, że izraelski czołg ostrzelał dom Pessiego Cohena, w którym bojownicy Hamasu przetrzymywali 15 zakładników podczas długiej bitwy o odbicie Be’eri. Bojownicy wykorzystali zakładników jako narzędzie przetargowe, żądając bezpiecznego przejazdu do Strefy Gazy wraz z zakładnikami. Grozili, że ich zabiją, jeśli Siły Obronne Izraela otworzą ogień. Według dwóch ocalałych z domu Cohena osób, bojownicy umieścili zakładników między sobą a nacierającymi żołnierzami, po czym wybuchła strzelanina. Jeden z bojowników poddał się, wychodząc z domu z jedną z przetrzymywanych osób, Jasmin Porat, używając jej jako żywej tarczy, dzięki czemu przeżyła. Według doniesień, strzelanina między stronami trwała kilka godzin, aż o zmierzchu bojownicy wystrzelili w kierunku żołnierzy pocisk z granatnika. Generał brygady Barak Hiram, dowódca 99 Dywizji Piechoty, który był na miejscu zdarzenia, w grudniu 2023 roku w wywiadzie dla amerykańskiego dziennika „The New York Times” stwierdził, że kiedy to się stało, powiedział: „Negocjacje się skończyły” i polecił dowódcy czołgu, aby „dostał się nawet kosztem ofiar cywilnych”. Czołg wystrzelił w stronę domu dwa lekkie pociski, a z życiem uszła tylko jedna osoba przetrzymywana w domu – Hadas Dagan. Ostatecznie odnaleziono i zidentyfikowano szczątki 13 zakładników i kilkudziesięciu bojowników. Członkowie rodzin powiedzieli, że jeden z zakładników, Icchak Sitton, szwagier Pessiego Cohena, został postrzelony i zabity przez Hamas przed przybyciem żołnierzy, a syn Icchaka, Tal Sitton, został postrzelony i poważnie ranny. Nie było jasne, ilu pozostałych zakładników zostało zabitych przez Hamas lub w wyniku ostrzału Sił Obronnych Izraela.
Siły Obronne Izraela obiecały wcześniej pełne zbadanie incydentu. 4 stycznia ujawniono, że wojsko wyznaczyło zespół, który miał ogólnie zbadać działania żołnierzy podczas wydarzeń z 7 października  i w okresie poprzedzającym te wydarzenia, chociaż nie było jasne, w jakim stopniu zespół ten miał zbadać incydent w Be’eri.